# عبد الإله صابر
عبد الإله صابر (مواليد 21 أبريل 1974) هو لاعب كرة قدم سابق. يلعب مع منتخب المغرب لكرة القدم. سبق له أن لعب في كأس العالم لكرة القدم مع منتخب بلاده. لعب في نادي نابولي بين 2001 - 2003.

## روابط خارجية
- عبد الإله صابر على موقع الاتحاد الدولي (مؤرشف)  (الإنجليزية)
- عبد الإله صابر على موقع قاعدة بيانات كرة القدم.إي يو (الإنجليزية)
- عبد الإله صابر على موقع ناشيونال فوتبول تيمز (الإنجليزية)
- عبد الإله صابر على موقع Soccerway.com (الإنجليزية)